# Frampton (musikalbum)
Frampton är det femte albumet av Peter Frampton släppt 1975. På detta album fanns hits som " Show Me The Way " och " Baby, I Love Your Way ", som också skulle medverka på albumet Frampton Comes Alive!. 

## Låtlista
1. "Day's Dawning" - 3:55
2. "Show Me The Way" - 4:02
3. "One More Time" - 3:19
4. "The Crying Clown" - 4:03
5. "Fanfare" - 3:28
6. "Nowhere's Too Far (For My Baby)" - 4:18
7. "Nassau" - 1:07
8. "Baby, I Love Your Way" - 4:42
9. "Apple Of Your Eye" - 3:41
10. "Penny For Your Thoughts" - 1:27
11. "(I'll Give You) Money" - 4:34

Alla låtar är skrivna av Peter Frampton.

## Medverkande
- Peter Frampton - gitarr, sång, keyboard, bas och talk box.
- Bob Mayo - orgel, sång, keyboard, gitarr och piano.
- Stanley Sheldon - bas och sång.
- John Siomos - trummor och percussion.
- Ringo Starr - trummor och percussion.